# Luzula seubertii
Luzula seubertii är en tågväxtart som beskrevs av Richard Thomas. Lowe. Luzula seubertii ingår i Frylesläktet som ingår i familjen tågväxter. Inga underarter finns listade i Catalogue of Life.